# 제스턴
제스턴(Zestturn)은 대한민국의 게임 제작·배급사이다.

## 개요
제스턴은 2000년 6월, 조인성에 의해 창립되었다.

## 제작 게임
- 애플파이온라인

## 관계사
- 렛츠게임
- 씨네소프트

## 연혁
- 1999년 7월 회사 설립
- 2000년 6월 (주)제스턴 설립 (법인전환)
- 2001년 9월 한국 애플파이 온라인 오픈베타 서비스
- 2002년 8월 일본 애플파이 온라인 베타 서비스
- 2003년 1월 한국 애플파이 온라인 유료 서비스
- 2003년 2월 중국 애플파이 온라인 오픈베타 서비스
- 2003년 2월 한국 애플파이 모바일 게임 개발
- 2003년 5월 한국 애플파이 모바일 게임 출시
- 2003년 9월 한국 애플파이 온라인 무료 서비스 전환
- 2003년 10월 중국 애플파이 온라인 유료 서비스
- 2003년 10월 한국 애플파이 온라인 부분 유료화 서비스 전환
- 2003년 12월 대만 애플파이 모바일 서비스
- 2004년 2월 일본 애플파이 온라인 상용 서비스
- 2004년 4월 (주)제스턴&렛츠게임 퍼블리싱 계약 체결
- 2004년 6월 (주)나온소프트 전략적 제휴
- 2005년 6월 (주)제스턴 대표 이사 잠적
- 2005년 6월 애플파이 온라인 한국,중국,일본 서비스 종료

## 외설
애플파이온라인,제스턴의 서비스가 종료가된 이유에 대해서는 몇가지 분분한 의견이 있다.
제스턴에서 처음에는 중국발 해킹으로 서비스가 중단되었음을 공지 하였으나 퍼블리싱사인
렛츠게임의 임직원들이 제스턴 대표이사의 도주(행방불명)로 서비스를 중단하게 되었다고 공지를 올렸다.